# هانجا

هانجا باللون الأحمر، والكورية الحديثة باللون الأزرق

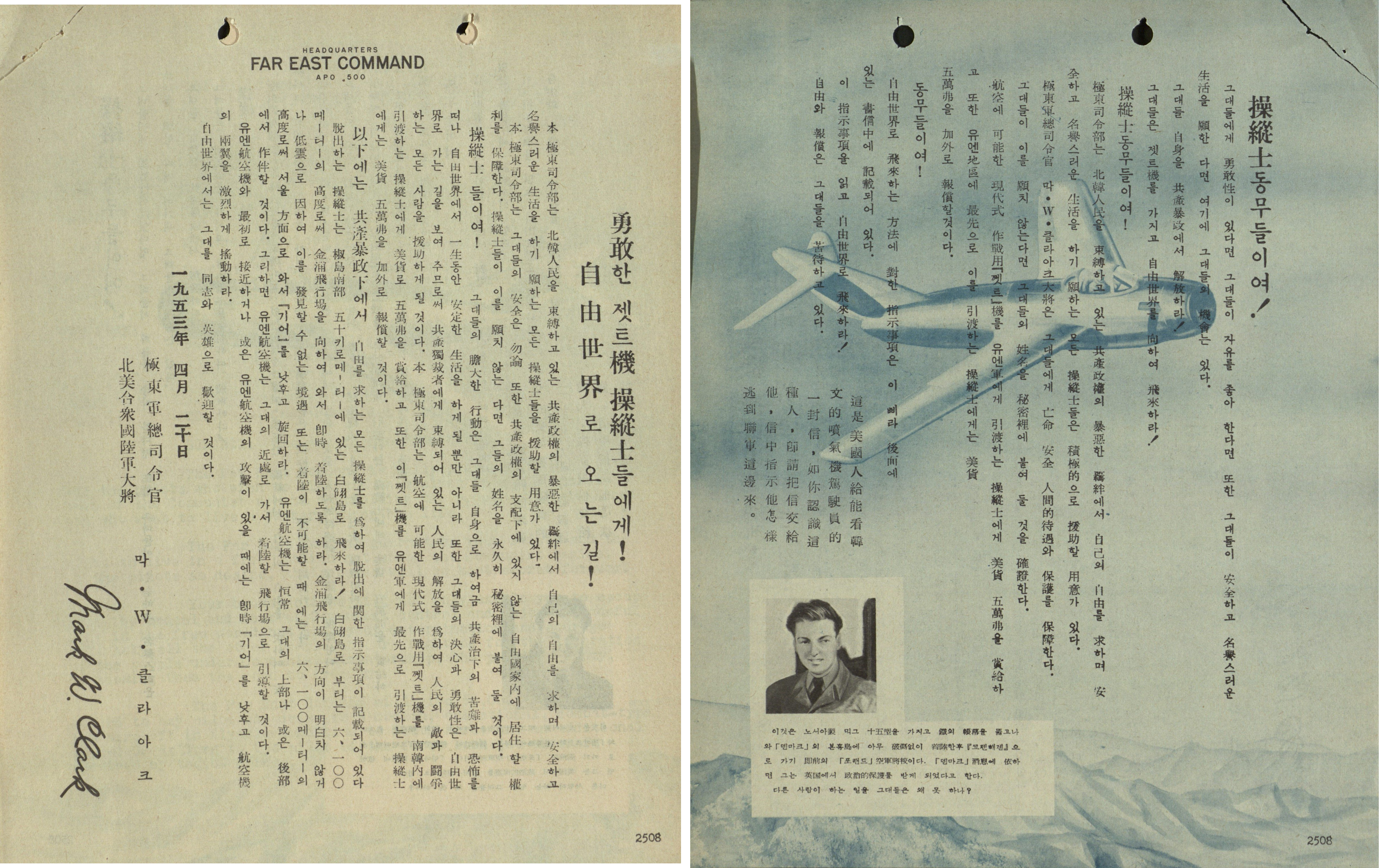
دعاية أمريكية ضد الشيوعية في الحرب الكورية، وتظهر في الوثيقة المطبوعة بالهانجا الصينية بجانب الكورية.

هانجا (بالكورية: 한자) هو الاسم الكوري للحروف الصينية (بالصينية: 漢字، أو «خنتسي»). أو بعبارة أدق، يشير مصطلح هانجا إلى الحروف الكورية المستعارة من اللغة الصينية التي صارت جزءًا من اللغة الكورية، وتُنطق بطريقة النطق الكورية. يشير مصطلح «هانجا-مال» أو «هانجا-يو» إلى الكلمات المكتوبة بأحرف الهانجا، ويشير مصطلح «هان-مون» (한문، 漢文) إلى طريقة الكتابة الصينية التقليدية، ولكن كلمة «هانجا» تُستخدم في بعض الأحيان بشكل خاطئ للدلالة على جميع تلك المفاهيم. لم تشهد الهانجا تغيرًا ملحوظًا على مدار التاريخ، ولذا فهي تكاد تكون متطابقة مع الحروف الصينية التقليدية والكانجي اليابانية، مع وجود اختلاف بسيط في طريقة رسم بعض الحروف. على سبيل المثال تُكتب الحروف الصينية «教» و«研» في اللغة الكورية بالشكل الآتي: «敎» و«硏». ولمامًا ما نرى حروفًا صينية معدلة بصورة فريدة من نوعها في اللغة الكورية. في المقابل، بُسطت العديد من الحروف الصينية المستخدمة حاليًا في الصين واليابان، وهي تُكتب بخطوط أقل من حروف الكانجا المناظرة لها.
على الرغم من ابتكار أبجدية كورية صوتية (تُعرف بالجوسنغول أو الهانغل) على يد الملك الكوري سيجونغ العظيم، لم تلقَ تلك الأبجدية قبولًا واسعًا بصفة رسمية حتى نهاية القرن التاسع عشر وبداية القرن العشرين. ولذا كان إتقان الهانجا في النطق والكتابة شرطًا هامًا للإلمام بالقراءة والكتابة في كوريا في ذلك الوقت نظرًا إلى أن الغالبية العظمى من الأدب الكوري ومعظم الوثائق الكورية كانت تُكتب باللغة الصينية الكلاسيكية باستخدام حروف الهانجا. وفي الوقت الراهن يُعد الإلمام بالحروف الصينية أمرًا ضروريًا لدراسة النصوص الكورية القديمة (حتى العقد 1990)، وقراءة النصوص الأكاديمية المتعلقة بالإنسانيات. تعود معرفة بعض حروف الهانجا بالنفع في اكتشاف أصل الكلمات الصينية الكورية وتعزيز إلمام الفرد بالمفردات الكورية. أما في الوقت الحاضر، لا تُستخدم الهانجا في كتابة الكلمات الكورية الأصلية، بل تُكتب بالهانغول. وتُكتب الكلمات ذات الأصل الصيني كذلك بالهانغول في معظم الأوقات مع كتابة الكلمة الصينية المناظرة لها بجانبها لتفادي الخلط بينها وبين الكلمات أو الحروف الأخرى التي تُنطق بنفس الكيفية.[بحاجة لمصدر]

## تاريخ
السبب الرئيسي وراء انتشار الحروف الصينية في شبه الجزيرة الكورية هو انتشار الديانة البوذية الماهايانية. ورغم ذلك لم تكن النصوص الصينية التي مهدت قدوم الهانجا إلى كوريا نصوصًا دينية، بل كانت الأدبيات الصينية الكلاسيكية ذات الألف الكلمة.[بحاجة لمصدر]
كان تعلُّم اللغة الصينية الكلاسيكية شرطًا أساسيًا للإلمام بالقراءة والكتابة في كوريا، ومع ذلك طور الكوريون نظم كتابة أخرى تستخدم أشكالًا مُبسطة من الحروف الصينية للدلالة على أصوات اللغة الكورية، مثل: «هيانغتشان» (향찰؛ 鄕札)، و«غوغيول» (구결؛ 口訣)، و«أيدو» (이두؛ 吏讀).[بحاجة لمصدر]
تنطوي إحدى طرق تهيئة حروف الهانجا لكتابة الكلمات الكورية على تمثيل الحروف النحوية والكلمات الكورية طبقًا لطريقة نطقها فقط. على سبيل المثال، تُستخدم الكلمتان «爲尼» في نظام غوغيول لكتابة الكلمة الكورية «هاني» التي تعني في اللغة الكورية الحديثة «يفعل كذا وكذا». بينما تُقرأ نفس العبارة في الماندارين الصينية «وي ني»، وتعني «أن تصير راهبة». يُعد ذلك مثالًا على كلمات غوغيول التي يقرأ نصفها الأول (爲؛ «ها») باللغة الكورية بمعنى «يفعل»، بينما يُستخدم الشق الثاني من العبارة (尼؛ «ني» بمعنى راهبة) صوتيًا فقط.
ظلت الهانجا طريقة الكتابة الوحيدة للغة الكورية حتى شجع الملك سيجونغ العظيم على استخدام أبجدية الهانغول في القرن الخامس عشر. ولكن حتى بعد اختراع الهانغول واصل حكماء كوريا الكتابة بالهانجا.
استبدلت حروف الهانجا بالهانغول فعليًا في القرن العشرين. فمنذ يونيو عام 1949 لم تُستخدم الهانجا بصفة رسمية في كوريا الشمالية، وعلاوة على ذلك أصبحت النصوص تُكتب في اتجاه أفقي عوضًا عن الكتابة في الاتجاه الرأسي. اُستبدلت العديد من الكلمات المُستعارة من الصينية في شمال كوريا بكلمات كورية أصلية. ورغم ذلك لا تزال العديد من الكلمات الصينية مُستخدمة بصفة شائعة في كوريا الشمالية (ولكنها تُكتب بالهانغول)، وتظهر الهانجا أيضًا في بعض المواضع الخاصة، مثل معاجم كوريا الشمالية المكتوبة حديثًا. وفي المقابل لا تزال الهانجا مستخدمة بصفة شائعة في بعض الأسيقة في كوريا الجنوبية.